# Nissan Pulsar
Datsun Pulsar ou Nissan Pulsar ( 日産・パルサー en japonais) a été le nom de plusieurs générations d’automobiles - du segment des compactes - fabriquées par le constructeur japonais Datsun-Nissan. Elles furent vendues de 1978 à 2006 ; la Nissan Tiida en est sa directe successeuse bien que la Nissan Bluebird Sylphy eu le même role sur le marché japonais dès 2000
Entre 2000 et 2005, le nom "Pulsar" fut utilisé en Australie et en Nouvelle Zélande sur les versions rebadgé de la Sylphy. Le nom fut employé jusqu'à la présentation de la Nissan Tiida (C11) en 2005. En 2013, Nissan a remplacé la Tiida en Australie et en Nouvelle-Zélande par deux nouveaux modèles portant le nom de Pulsar. Ceux-ci étaient basés sur la Sylphy (B17) pour la berline et sur la Tiida (C12) pour la version hatchback, cette dernière étant également vendue en Thaïlande sous le nom de Pulsar. En 2014, un modèle de remplacement destiné uniquement à l’Europe pour la Tiida a été lancé sous l’appellation Pulsar.
La Pulsar originale était une berline compacte à hayon destinée à être vendue exclusivement dans un autre réseau de concessionnaires Nissan au Japon, appelé Nissan Cherry Store, comme alternative plus grande à cinq portes à la Nissan Cherry. Bien que les modèles Pulsar aient été à traction avant dès leur lancement, Nissan proposait également une transmission intégrale en option sur certains modèles à l’international.
La Pulsar vendue au Japon servait à l’origine de modèle intermédiaire proposé dans les concessions Nissan Cherry Store, entre la Nissan Violet et la Cherry, tandis que différentes versions de la Pulsar vendues dans d’autres réseaux japonais faisaient office de modèle d’entrée de gamme, aux côtés d’autres modèles Nissan plus grands. Divers modèles dérivés de la Pulsar ont été exportés en fonction des conditions des marchés internationaux, parfois sous les noms de « Sunny », « Cherry » ou « Sentra », alors qu’en réalité, le modèle commercialisé à l’international était bien une Pulsar et non une Sunny ou une Cherry destinée au marché japonais.
Par ailleurs le nom de "Pulsar" est inspiré de Pulsar (mot-valise formé de pulsating star), une étoile à neutrons hautement magnétisée et en rotation.

## Nissan Pulsar N10 (1978 – 1982)
Le modèle Pulsar N10, lancé en mai 1978, a remplacé l’ancienne Cherry F-II à l’international et a bénéficié du savoir-faire technique de la Prince Motor Company, qui avait développé la Nissan Cherry avant la fusion de l’entreprise avec Nissan en 1966. Elle conservait la cremaillere de direction  de la Cherry, ainsi que la suspension type Macpherson à l’avant et la suspension à "bras tiré" à l’arrière. La Pulsar était une voiture sous-compacte destinée à compléter la berline Sunny. Les gammes Sunny et Pulsar étaient vendues dans des réseaux de concessions distincts au Japon : le Nissan Satio Shop pour la Sunny et le Nissan Cherry Shop pour la Pulsar.
Elle a conservé le nom Cherry en Europe et sur de nombreux autres marchés d’exportation, étant même vendue sous l’appellation « Cherry Europe » dans certains pays comme la Belgique afin de la distinguer de la Cherry F-II, qui est restée en vente pendant un certain temps. La version badgée « Cherry » a été présentée pour la première fois au salon AutoRAI des Pays-Bas en février 1979 et commercialisée peu après. Une caractéristique de style inhabituelle de ce modèle était son long capot, dû au fait que Nissan envisageait initialement de produire la voiture avec une architecture à propulsion et moteur longitudinal pour les marchés en développement ; cependant, seuls des modèles traction ont finalement été construits. Lors de son lancement, la Pulsar ne proposait qu’une carrosserie berline quatre portes au style fastback, équipée d’un moteur 1,2 ou 1,4 litre. Les versions à hayon trois portes et coupé sont arrivées en septembre 1978. De nombreux marchés d’exportation proposaient également une version 1,0 litre (A10) de 45 ch (33 kW), tandis que le 1,2 litre A12 développait 52 ch (38 kW). Il s’agissait de la première voiture particulière que Nissan a assemblée dans sa nouvelle usine grecque, où le partenaire local TEOKAR l’a produite à partir de 1980 avec les moteurs 1,0 et 1,2 litre.
Ce modèle était connu sous le nom de Datsun Cherry ou Datsun 100A/120A/130A/140A/150A en Europe et dans la plupart des pays d’Asie, et sous le nom de Datsun 310 aux États-Unis et au Canada. Il a été exporté en Australie, en Nouvelle-Zélande, en Afrique du Sud et en Malaisie sous l’appellation Datsun Pulsar. Elle est arrivé sur le marché australien en octobre 1980, avec un restylage lancé en octobre 1981. En Nouvelle-Zélande, le modèle restylé a été assemblé localement à partir de la fin de l’année 1981, remplaçant effectivement l’ancienne génération 100A, qui avait été construite et vendue localement au milieu des années 1970. La Datsun Pulsar a également été assemblée localement en Afrique du Sud et en Malaisie par Tan Chong Motor. Certaines Pulsar sud-africaines produites en fin de série utilisaient les phares et feux arrière carrés de style Skyline provenant de la Langley, notamment sur la plus haute version, la Pulsar Panache.
Une autre déclinaison de la Pulsar a été introduite au Japon sous le nom de Nissan Langley, à partir de 1980, présentée comme une « mini Skyline » et réservée au réseau Nissan Prince Shop. Sur le marché japonais, la Langley a repris le rôle du coupé Nissan Silvia de première génération, basé sur la Sunny, lorsque la Silvia de seconde génération a été transférée sur la plateforme plus grande de la Nissan Violet ; la Silvia et la Langley sont toutes deux restées exclusives aux concessions Nissan Prince Store. Le nom Langley rend hommage à Samuel Pierpont Langley, inventeur du bolomètre, un instrument servant à mesurer le rayonnement électromagnétique du Soleil, et reconnu pour ses travaux en physique solaire. Orientée vers une vocation plus sportive, la Langley disposait d’une suspension indépendante aux quatre roues, avec des suspensions MacPherson à l’avant et une suspension arrière à bras tirés. Les motorisations proposées comprenaient les moteurs des séries A14 et E15, équipés d'injecteurs sur les versions haut de gamme, mais uniquement disponibles en carrosserie hatchback trois portes.
La Pulsar série N10 était proposée en version berline compacte à hayon trois ou cinq portes, en berline fastback quatre portes (produite pendant une courte période), en fourgonnette ou break cinq portes, ainsi qu’en coupé fastback trois portes avec une lunette arrière enveloppante, introduit fin 1978. La version utilitaire a été lancée en novembre 1978, tandis que les modèles break destinés uniquement à l’exportation sont apparus début 1979. À l’origine, la gamme ne comprenait que la berline quatre portes, qui reprenait le même profil de carrosserie que les futurs modèles à hayon. En août 1978, les versions coupé et hatchback trois portes ont été ajoutées, accompagnées d’une version à injecteur du moteur 1,4 litre. Un an plus tard, une version hatchback cinq portes a été commercialisée, remplaçant la berline quatre portes qui a été immédiatement retirée du catalogue.
La plupart des marchés en dehors du Japon ne proposaient pas toutes les versions : par exemple, aux États-Unis, seuls les modèles hatchback trois et cinq portes ainsi que le coupé étaient disponibles. Sur la majorité des marchés, aucune version à injection n’a été commercialisée. Le moteur 1,0 litre A10 (remplacé plus tard par un moteur à arbre à cames en tête, appelé E10) n’a jamais été proposé au Japon, étant principalement destiné aux marchés où la fiscalité favorisait les moteurs de petite cylindrée. Une particularité du système de taxation automobile français était que les berlines Cherry équipées du moteur A12A sont à 6 chevaux fiscaux, tandis que les coupés dotés du même moteur étaient nettement moins coûteux à posséder car seulement 5 chevaux fiscaux. Un équipement inhabituel pour l’époque était la banquette arrière rabattable en deux parties, installée sur les versions haut de gamme, ce qui augmentait la polyvalence du véhicule.
Un restylage de fin de série, en mars 1981, a permis d’introduire les moteurs E-Series à arbre à cames en tête (OHC) nouvellement développés par Nissan pour les douze derniers mois de production. Ce restylage a également marqué l’adoption d’une transmission plus conventionnelle (et conforme aux standards de l’industrie) avec boîte de vitesses en bout et arbres de transmission de longueurs inégales. Les versions équipées de moteurs A-Series continuaient, elles, à utiliser la configuration « transmission dans le carter d’huile » héritée de la génération précédente de Cherry. Le restylage comprenait une nouvelle calandre et des phares rectangulaires.La Pulsar de 1982 en version hatchback cinq portes, équipée du moteur serie E, a été assemblée en Nouvelle-Zélande dans la nouvelle usine d’assemblage en propriété directe de Nissan située à Wiri, Auckland. Un seul modèle haut de gamme était proposé, doté d’une boîte manuelle à cinq vitesses.
En 1982, les premiers badges « Nissan » ont commencé à apparaître sur les véhicules, Nissan ayant amorcé l’abandon progressif de la marque Datsun sur ses marchés internationaux. La production de la série N10 a cessé à la mi-1982 pour être remplacée par la toute nouvelle génération N12 Cherry/Pulsar
Au Japon, la fourgonnette cinq portes a reçu le code châssis VN10 lors de sa présentation en novembre 1978, mais a été relancée en août 1979 dans une version conforme aux normes d’émissions pour véhicules utilitaires de 1979, sous le code VN11. Alors que les modèles particuliers destinés au marché intérieur n’étaient équipés que du moteur A12A, légèrement plus gros, les versions utilitaires et de nombreux modèles destinés à l’export ont conservé le plus petit moteur A12 (avec en option le plus gros A14), déjà utilisé sur la Cherry F-II précédente. Cette fourgonnette se distinguait sur le marché japonais de l’époque par sa traction avant ; Nissan en a tiré parti en dotant le véhicule d’une suspension arrière spécifique permettant d’obtenir un plancher de chargement très bas. Pour abaisser encore l’ouverture arrière, le pare-chocs arrière était également particulièrement mince. Cette génération de Pulsar Van a aussi servi de base au développement de la première génération du Prairie, le monospace de Nissan. La carrosserie de la version utilitaire, avec des aménagements plus confortables, a également été utilisée pour le modèle break destiné aux marchés d’exportation. Après le restylage de mars 1981, la fourgonnette a également reçu les nouveaux moteurs E13 et E15 à arbre à cames en tête (OHC) et portait désormais les codes châssis VUN10 et VMN10. Le modèle fourgonnette tôlée trois portes semble n’avoir été vendu qu’à l’exportation.

## Nissan Pulsar N12 (1982 – 1986)
La Nissan Pulsar N12 a été vendue en Europe sous l'appellation Nissan Cherry N12, au Canada et aux États-Unis sous l'appellation Nissan Pulsar NX, au Mexique, sous l'appellation Datsun puis Nissan Tsuru I (versions 4 et 5 portes) et Nissan Samurai (version 3 portes).

## Nissan Pulsar N13 (1986 – 1990)
La Nissan Pulsar N13 a été vendue, en Europe, sous l'appellation Nissan Sunny N13, en Amérique du Nord et en Nouvelle-Zélande, sous l'appellation Nissan Pulsar et, en Australie, sous l'appellation Holden Langley Berline bicorps 3 ou 5 portes) ou Nissan Pulsar Vector (berline Tricorps 4 portes).

## Nissan Pulsar N14 (1990 – 1995)
La Nissan Pulsar N14 ou Nissan California (version break) a été vendue, en Europe, sous l'appellation Nissan Sunny N14, à Taïwan et en Nouvelle-Zélande sous l'appellation Nissan Sentra (qui est sans lien avec la Sentra vendue en Amérique du Nord, la Pulsar N14 n'ayant pas été commercialisée en Amérique du Nord) ou California (version break).
Japon:
- GA13DS 1 295 cm3, 79 ch (58 kW) à 6 000 tr/min, 104 N m à 3 600 tr/min
- GA15DS 1 497 cm3, 94 ch (69 kW) à 6 000 tr/min, 126 N m à 3 600 tr/min
- GA16DE 1 596 cm3, 110 ch (81 kW) à 6 000 tr/min, 150 N m à 4 000 tr/min
- SR18DE 1 838 cm3, 140 ch (103 kW) à 6 400 tr/min, 170 N m à 4 800 tr/min
- SR20DET 1 998 cm3, 230 ch (169 kW) à 6 400 tr/min, 280 N m à 4 800 tr/minWRC Rally CAR
- CD17 1 680 cm3, 55 ch (40 kW) à 4 800 tr/min, 104 N m à 2 800 tr/min

| Modèle | Moteur         | Transmission | Carrosserie                                         |
| ------ | -------------- | --- | --------------------------------------------------- |
| V1     | GA13DS         | FWD | 3 ou 4 portes                                       |
| M1     | GA15DS or CD17 | FWD or 4WD | 3 ou 4 portes                                       |
| K1     | GA15DS or CD17 | FWD or 4WD | 4 ou 5 portes                                       |
| J1J    | GA15DS         | FWD | 4 portes                                            |
| X1     | GA15DS         | FWD or 4WD | 3 portes                                            |
| X1R    | GA16DE         | FWD | 3, 4 ou 5 portes                                    |
| GTI    | SR18DE         | FWD | 3, 4 ou 5 portes                                    |
| GTI-R  | SR20DET        | 4WD (Différentiel avant ouvert Répartition de couple 50/50, Différentiel à glissement limité arrière à 2 voies) | En options 3 portes Spoiler + Voiture de rallye WRC |

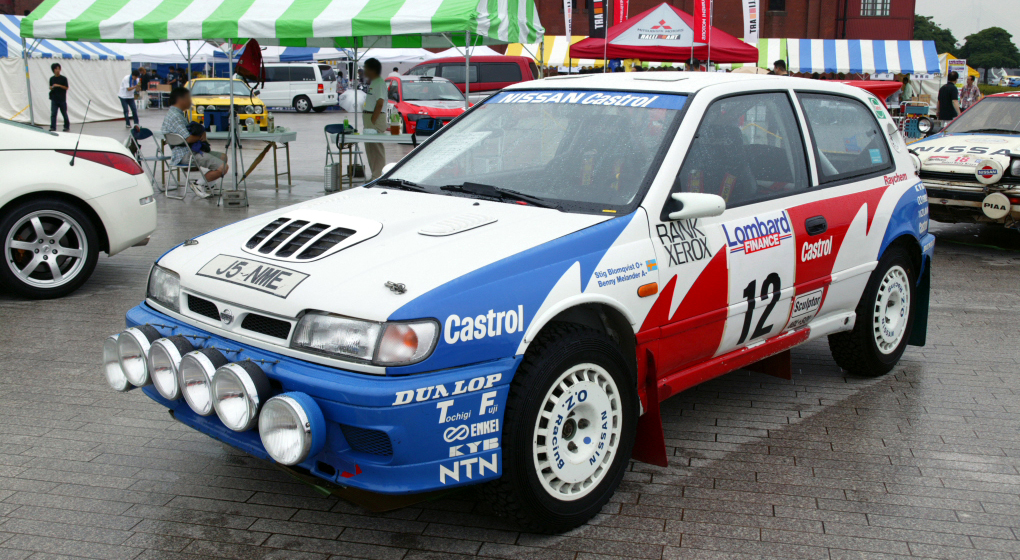
NME WRC RALLY CAR GTi-R

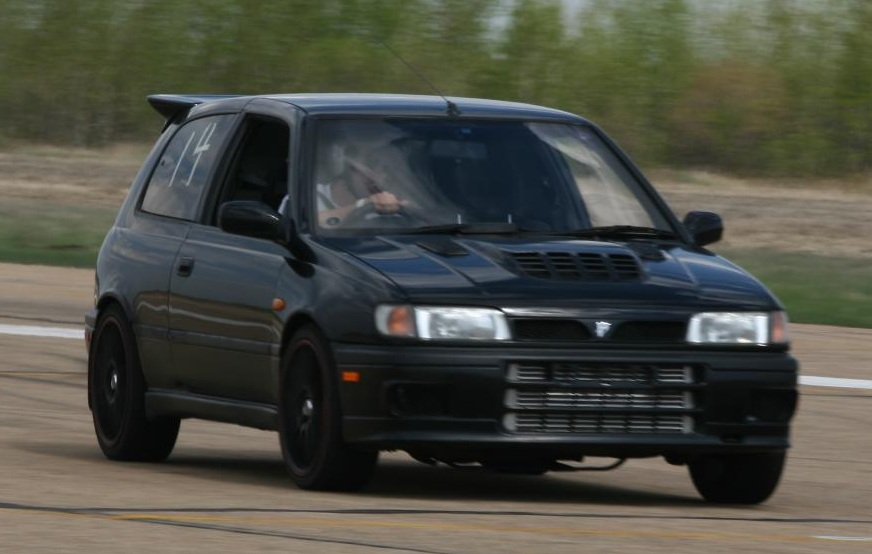
Nissan GTi-R Modele RA - (Route Normale)

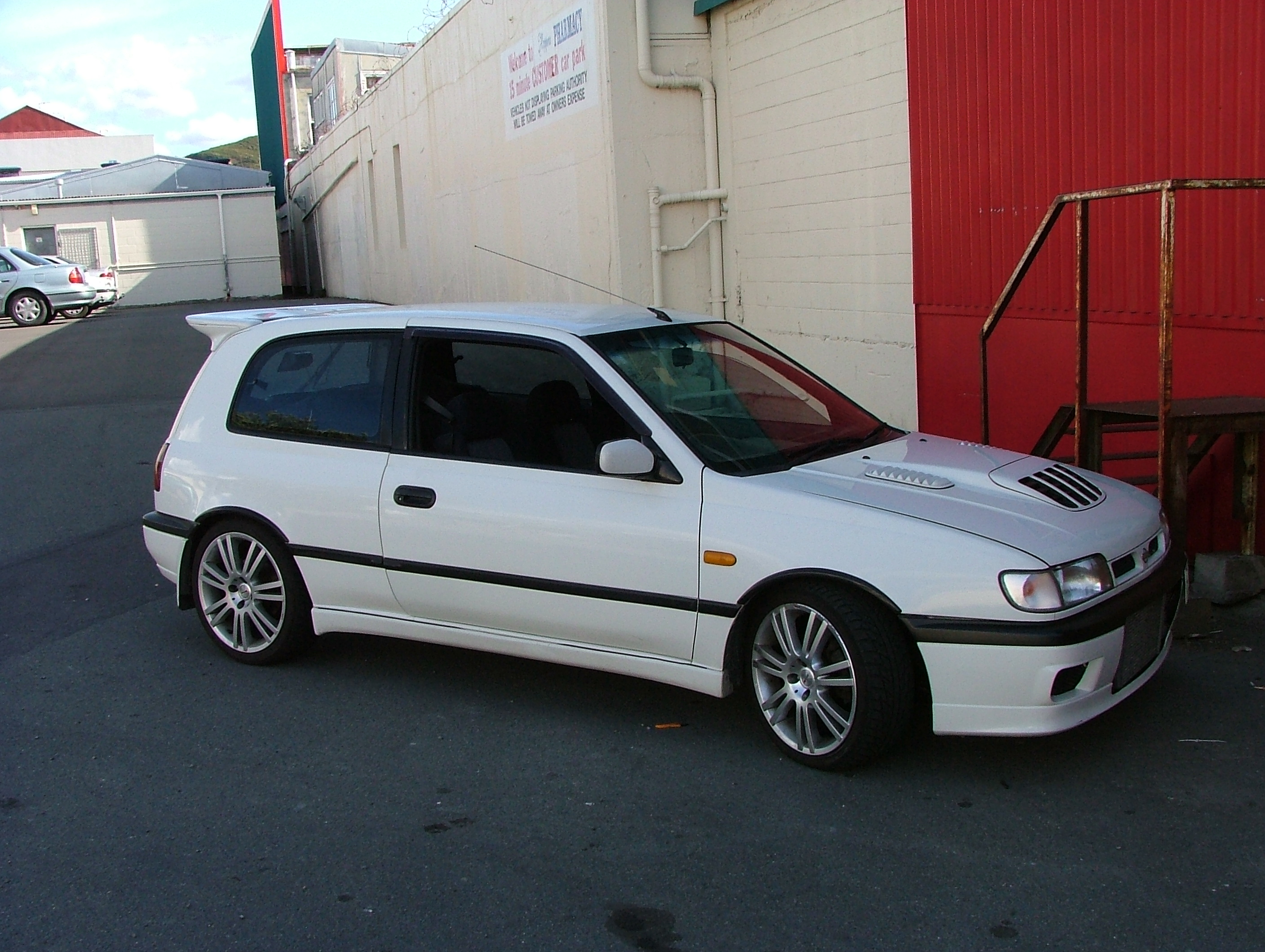
GTi-R Blanche

## Nissan Pulsar N15 (1995 – 2000)
La Nissan Pulsar N15 ou Nissan Lucino a été vendue, en Europe, sous l'appellation Nissan Almera I.

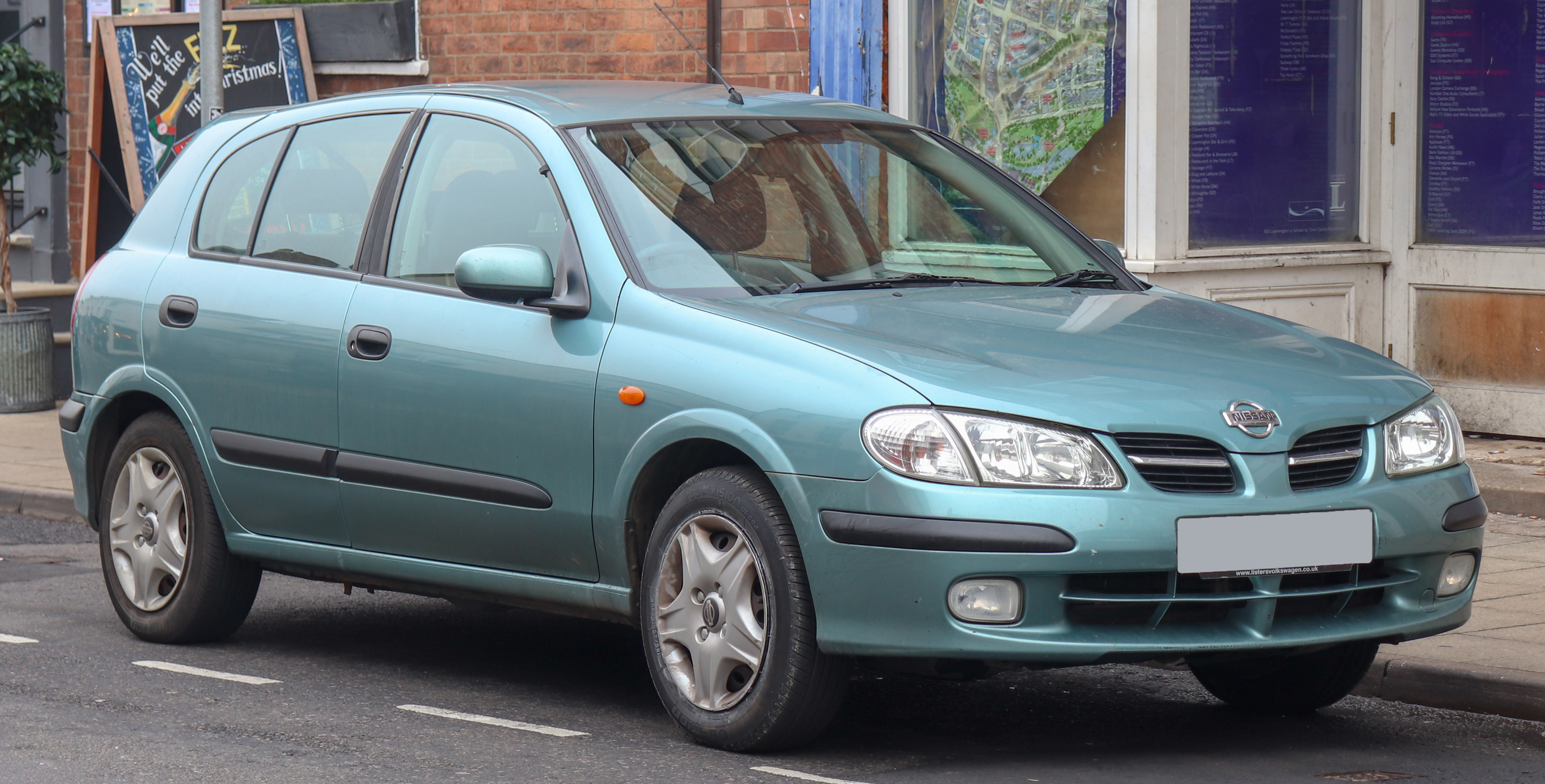
Nissan Almera 5-Türer.

## Nissan Pulsar N16 (2000 – 2005)
La Nissan Pulsar N16 (Berline monospace ou bicorps 3 ou 5 portes) ou Nissan Bluebird Sylphy (berline Tricorps 4 portes) a été vendue, en Europe, sous l'appellation Nissan Almera II. La version à 4 portes prit l'appellation Nissan Sunny à Singapour, en Thaïlande et en Chine et l'appellation Nissan Sentra à Taïwan, aux Philippines, en Malaisie et en Indonésie.

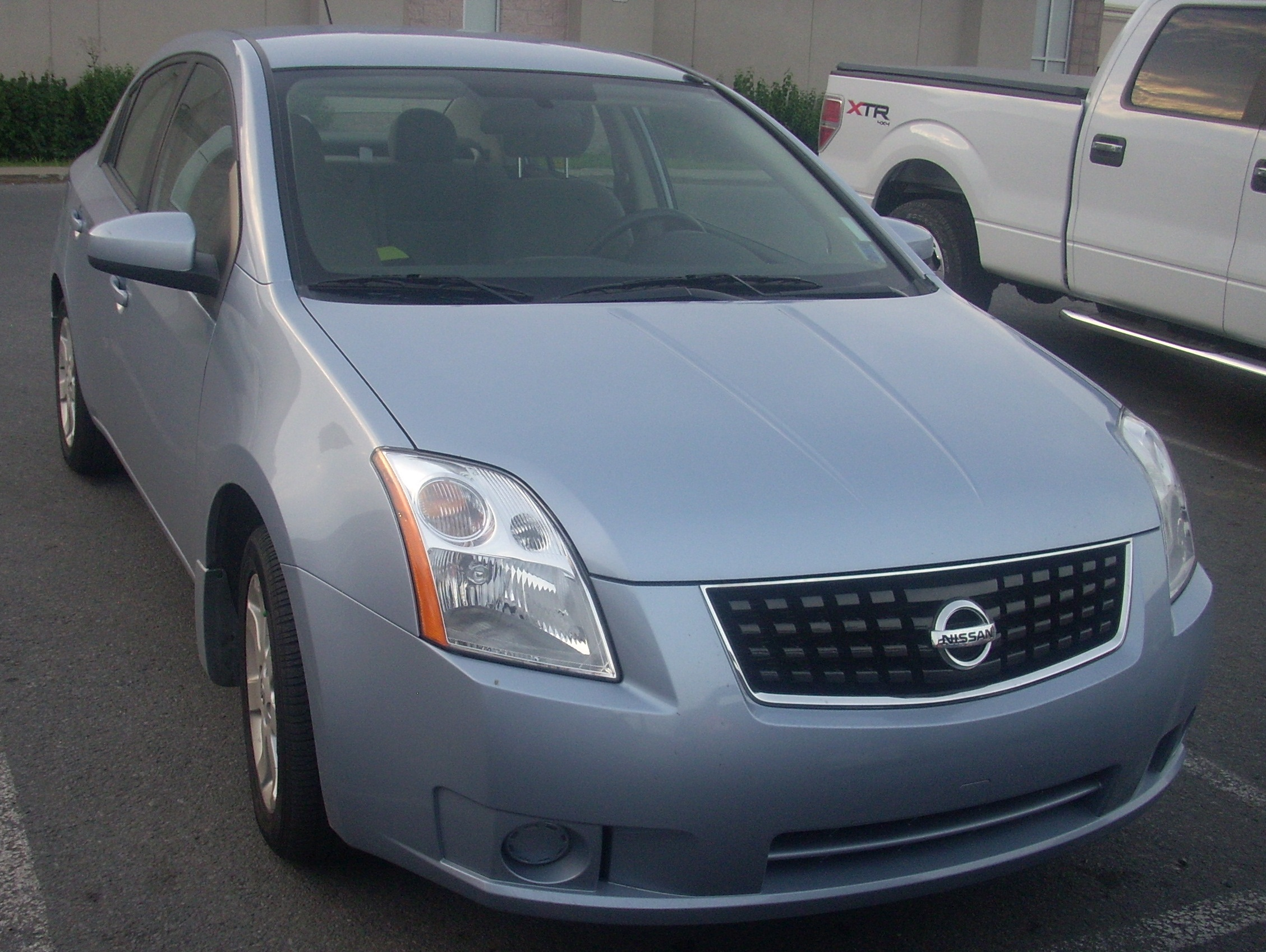
2009 Nissan Sentra -
- Avant.

## Nissan Pulsar N17 (2013 - 2018)

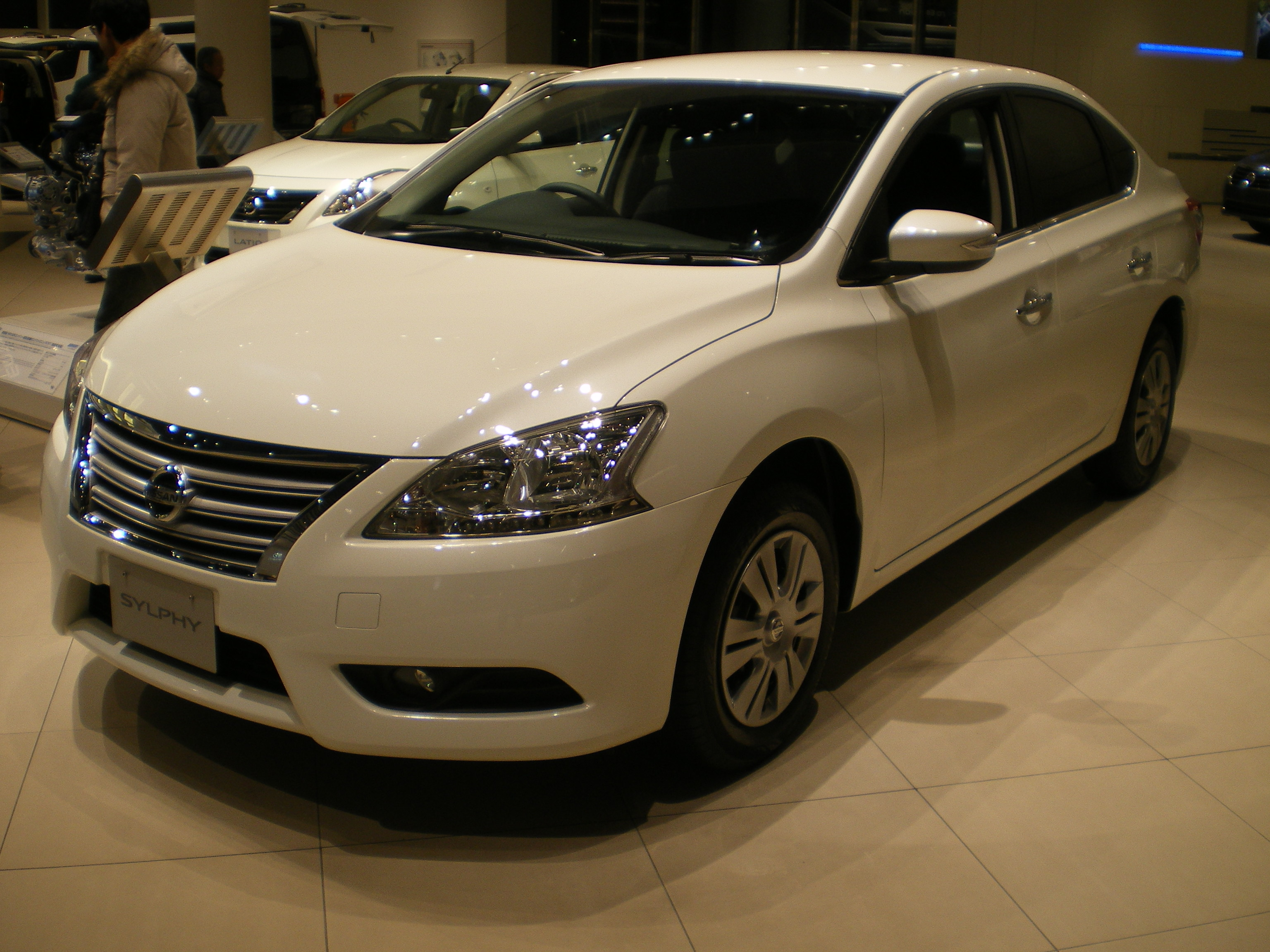
Nissan Sylphy TB17 01.

La nouvelle génération de Nissan Pulsar est lancée en Australie et en Nouvelle-Zélande en janvier 2013 est une Nissan Sylphy. Fabriquée en Thaïlande (et appelée Sentra en Amérique du Nord), elle est en vente en Chine et au Japon.

## Nissan Pulsar Europe (2014 - 2018)
Nissan arrête la production de la Nissan Pulsar dans son usine proche de Barcelone en Espagne en juin 2018. La forte demande en SUV et le manque de demande des berlines traditionnelles ont contraint Nissan de se concentrer sur les Qashqai et renouvellement du Juke.